# Frederic Carles de Schleswig-Holstein-Sonderburg-Plön
Frederic Carles de Schleswig-Holstein-Sonderburg-Plön (en danès Frederik Karl af Slesvig-Holsten-Sønderborg-Pløn) va néixer a Sønderborg (Dinamarca) el 4 d'agost de 1706 i va morir a Traventhal el 18 d'octubre de 1761. Era fill de Cristià Carles (1674-1706), germà del duc Joaquim Frederic de Schleswig-Holstein-Sonderburg-Plön, i de Dorotea Cristina d'Aichelberg (1674-1762).
En morir sense fills barons el duc Joaquim Frederic, el 1722, li va correspondre a ell ocupar el seu lloc. Però això no va ser possible fins al 1729, atès que el seu pare havia contret un matrimoni morganàtic. En qualsevol cas, Frederic Carles també va ser el darrer duc de Schleswig-Holstein-Sonderburg-Plön, ja que en morir igualment sense descendència masculina la titularitat del ducat va passar, d'acord amb un contracte firmat per ell mateix amb el rei Frederic V de Dinamarca, a la corona danesa.
Va portar una vida cultural molt activa, actuant sovint com a mecenes. Va fer construir i reformar segons l'estil barroc diverses residències ducals i jardins, com el palau ducal de Plön o la residència d'estiu de Lustschloss a Traventhal.

## Matrimoni i fills
Frederic Carles es va casar amb Cristina Reventlow (1711-1779), filla el comte Cristià Detlev Reventlow (1671-1738) i de Benedicta Margarida de Brockdorff (1678-1739). El matrimoni va tenir cinc fills:
- Sofia Cristina (1732-1757.
- Frederica Sofia (1736-1769), casada amb Jordi Lluís II d'Erbach-Schönberg.
- Cristià Carles (1738-1740)
- Carlota Amàlia (1744-1770), casada amb Frederic Cristià I de Schleswig-Holstein-Sonderburg-Augustenburg (1721-1797).
- Lluïsa Albertina (1748-1769), casada amb Frederic Albert d'Anhalt-Bernburg (1735-1796).

A més, Frederic Carles va tenir altres fills amb dues amants: de Sofia Agnàs Olearius, amb qui va relacionar-se durant sis anys, va tenir sis filles; i de Maria Caterina Bein, tres fills, dos dels quals van morir molt joves, i dues filles, una també morta en la infància. Tots ells van ser reconeguts i legitimats pel duc.